# Saison 2017 de l'équipe cycliste FDJ
La saison 2017 de l'équipe cycliste FDJ est la vingtième-et-unième de cette équipe.

## Préparation de la saison 2017

### Sponsors et financement de l'équipe
Depuis sa création en 1997, l'équipe appartient à la Française des jeux, entreprise publique française de jeux de loterie et de paris sportifs, via une filiale, la Société de Gestion de l'Échappée,. L'entité est dirigée depuis ses débuts par Marc Madiot. La Française des jeux, qui renouvelle son partenariat à plusieurs reprises, décide en début d'année 2016 de s'engager jusqu'en fin d'année 2018.
Le budget de l'équipe pour cette saison s'élève à environ 11 millions d'euros,.

### Arrivées et départs
L'équipe fait signer les deux espoirs que sont David Gaudu (Côtes d'Armor-Marie Morin) et Léo Vincent (CC Étupes). Le groupe organisé autour du sprinteur Arnaud Démare est renforcé par les Italiens Davide Cimolai (Lampre-Merida) et Jacopo Guarnieri (Katusha), alors que le groupe montagne pour Thibaut Pinot est renforcé par Tobias Ludvigsson (Giant-Alpecin) et Rudy Molard (Cofidis).
| Arrivées          | Équipe 2016               |
| ----------------- | ------------------------- |
| Davide Cimolai    | Lampre-Merida             |
| David Gaudu       | Côtes d'Armor-Marie Morin |
| Jacopo Guarnieri  | Katusha                   |
| Tobias Ludvigsson | Giant-Alpecin             |
| Rudy Molard       | Cofidis                   |
| Léo Vincent       | CC Étupes                 |

| Départs                  | Équipe 2017            |
| ------------------------ | ---------------------- |
| Sébastien Chavanel       | retraite               |
| Kenny Elissonde          | Sky                    |
| Murilo Fischer           | retraite               |
| Alexandre Geniez         | AG2R La Mondiale       |
| Pierre-Henri Lecuisinier | Pro Immo Nicolas Roux  |
| Yoann Offredo            | Wanty-Groupe Gobert    |
| Laurent Pichon           | Fortuneo-Vital Concept |

## Déroulement de la saison
L'équipe FDJ commence sa saison en janvier, en Australie, avec le Tour Down Under, première épreuve UCI World Tour de l'année. Anthony Roux et le jeune norvégien Odd Christian Eiking y sont les leaders. Ils sont épaulés par Arnaud Courteille, Johan Le Bon et Matthieu Ladagnous,.
Fin janvier, Arthur Vichot apporte à FDJ sa première victoire de l'année au Grand Prix d'ouverture La Marseillaise. Trois jours plus tard, Arnaud Démare s'impose au sprint lors de la première étape de l'Étoile de Bessèges, devant Alexander Kristoff. Devancé par ce dernier et Rudy Barbier le lendemain, il gagne la quatrième étape, à nouveau devant Kristoff. Leader de l'équipe pour le classement général, Arthur Vichot est malade et abandonne dès la première étape.

## Coureurs et encadrement technique

### Effectif

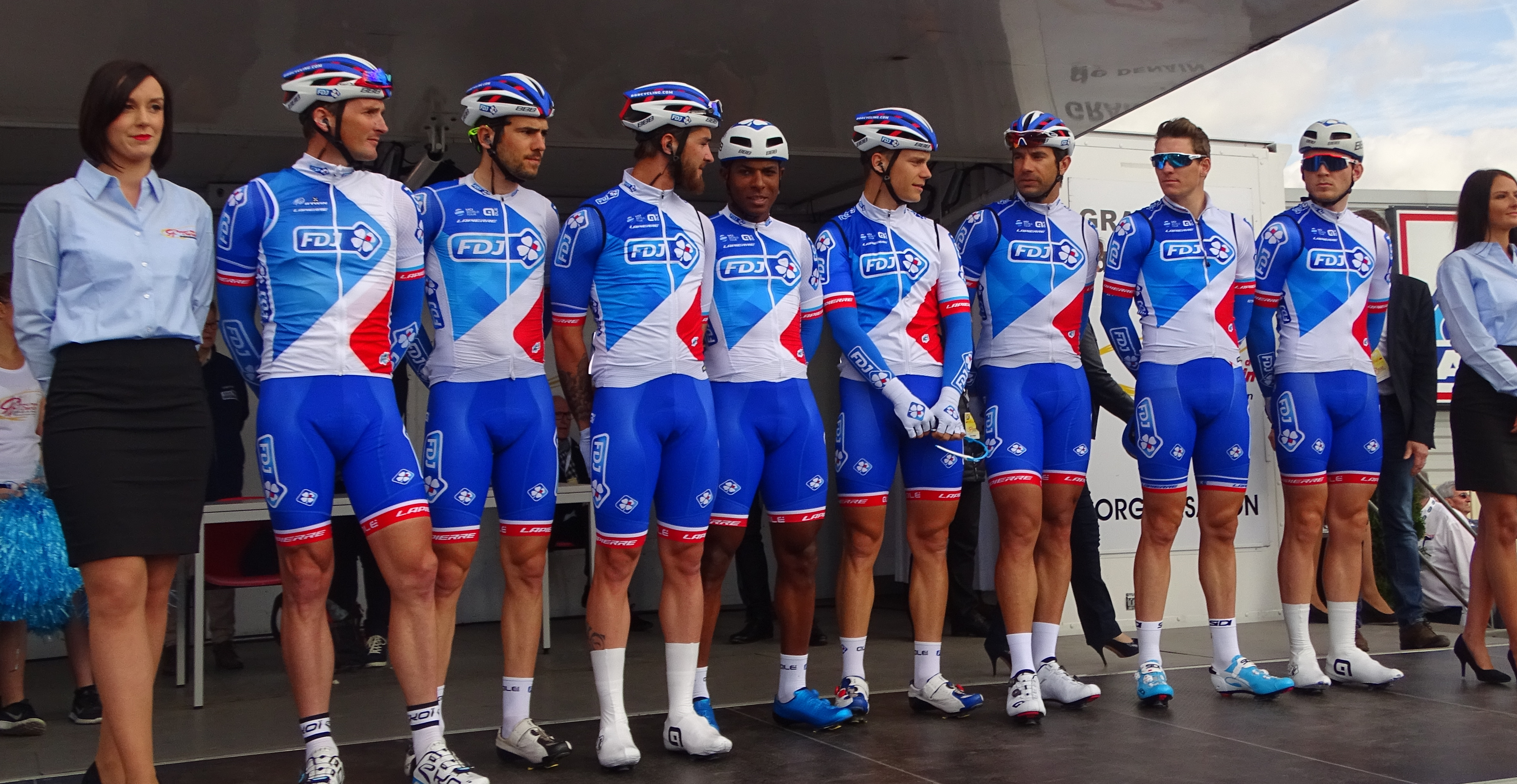
L'équipe FDJ lors du Grand Prix de Denain.

Tous les coureurs présents en 2017 l'étaient déjà en 2016 à l'exception de Davide Cimolai (Lampre-Merida), David Gaudu (Côtes d'Armor-Marie Morin), Jacopo Guarnieri (Katusha), Tobias Ludvigsson (Giant-Alpecin), Rudy Molard (Cofidis) et Léo Vincent (CC Étupes). Ce dernier ainsi que David Gaudu étaient stagiaires lors de la saison précédente.
| Cycliste              | Date de naissance | Nationalité | Équipe 2016               |  |
| --------------------- | ----------------- | ----------- | ------------------------- |  |
| William Bonnet        | 25 juin 1982      | France      | FDJ                       |  |
| Davide Cimolai        | 13 août 1989      | Italie      | Lampre-Merida             |  |
| Arnaud Courteille     | 13 mars 1989      | France      | FDJ                       |  |
| Mickaël Delage        | 6 août 1985       | France      | FDJ                       |  |
| Arnaud Démare         | 26 août 1991      | France      | FDJ                       |  |
| Odd Christian Eiking  | 28 décembre 1994  | Norvège     | FDJ                       |  |
| Marc Fournier         | 12 novembre 1994  | France      | FDJ                       |  |
| David Gaudu           | 10 octobre 1996   | France      | Côtes d'Armor-Marie Morin |  |
| Jacopo Guarnieri      | 14 août 1987      | Italie      | Katusha                   |  |
| Daniel Hoelgaard      | 1er juin 1993     | Norvège     | FDJ                       |  |
| Ignatas Konovalovas   | 8 décembre 1985   | Lituanie    | FDJ                       |  |
| Matthieu Ladagnous    | 12 décembre 1984  | France      | FDJ                       |  |
| Johan Le Bon          | 3 octobre 1990    | France      | FDJ                       |  |
| Olivier Le Gac        | 27 août 1993      | France      | FDJ                       |  |
| Tobias Ludvigsson     | 22 février 1991   | Suède       | Giant-Alpecin             |  |
| Jérémy Maison         | 21 juillet 1993   | France      | FDJ                       |  |
| Lorrenzo Manzin       | 26 juillet 1994   | France      | FDJ                       |  |
| Rudy Molard           | 17 septembre 1989 | France      | Cofidis                   |  |
| Steve Morabito        | 30 janvier 1983   | Suisse      | FDJ                       |  |
| Cédric Pineau         | 8 mai 1985        | France      | FDJ                       |  |
| Thibaut Pinot         | 29 mai 1990       | France      | FDJ                       |  |
| Sébastien Reichenbach | 28 mai 1989       | Suisse      | FDJ                       |  |
| Kévin Réza            | 18 mai 1988       | France      | FDJ                       |  |
| Anthony Roux          | 18 avril 1987     | France      | FDJ                       |  |
| Jérémy Roy            | 22 juin 1983      | France      | FDJ                       |  |
| Marc Sarreau          | 10 juin 1993      | France      | FDJ                       |  |
| Benoît Vaugrenard     | 5 janvier 1982    | France      | FDJ                       |  |
| Arthur Vichot         | 26 novembre 1988  | France      | FDJ                       |  |
| Léo Vincent           | 6 novembre 1995   | France      | CC Étupes                 |  |
| Stagiaire             | Date de naissance | Nationalité | Équipe 2017               |  |
| Bruno Armirail        | 11 avril 1994     | France      | Occitane CF               |  |
| Valentin Madouas      | 12 juillet 1996   | France      | UC Nantes Atlantique      |  |
| Romain Seigle         | 11 octobre 1994   | France      | CC Étupes                 |  |

## Bilan de la saison

### Victoires
| Victoires | Victoires                                                                    | Victoires | Victoires | Victoires            | Victoires |
| Date      | Course                                                                       | Pays      | Classe    | Vainqueur            |           |
| --------- | ---------------------------------------------------------------------------- | --------- | --------- | -------------------- | --------- |
| 29 janv.  | Grand Prix Cycliste La Marseillaise                                          | France    | 1.1       | Arthur Vichot        |           |
| 1 fév.    | 1re étape de l'Étoile de Bessèges                                            | France    | 2.1       | Arnaud Démare        |           |
| 4 fév.    | 4e étape de l'Étoile de Bessèges                                             | France    | 2.1       | Arnaud Démare        |           |
| 16 fév.   | 2e étape du Tour d'Andalousie                                                | Espagne   | 2.HC      | Thibaut Pinot        |           |
| 19 fév.   | Classement général, Tour du Haut-Var                                         | France    | 2.1       | Arthur Vichot        |           |
| 5 mars    | 1re étape, Paris-Nice                                                        | France    | 2.UWT     | Arnaud Démare        |           |
| 20 mars   | 1re étape du Tour de Catalogne                                               | Espagne   | 2.UWT     | Davide Cimolai       |           |
| 13 avr.   | Grand Prix de Denain                                                         | France    | 1.HC      | Arnaud Démare        |           |
| 21 avr.   | 5e étape du Tour des Alpes                                                   | Italie    | 2.HC      | Thibaut Pinot        |           |
| 10 mai    | 2e étape des Quatre Jours de Dunkerque                                       | France    | 2.HC      | Arnaud Démare        |           |
| 13 mai    | 5e étape des Quatre Jours de Dunkerque                                       | France    | 2.HC      | Ignatas Konovalovas  |           |
| 27 mai    | 20e étape du Tour d'Italie                                                   | Italie    | 2.UWT     | Thibaut Pinot        |           |
| 28 mai    | Boucles de l'Aulne                                                           | France    | 1.1       | Odd Christian Eiking |           |
| 1 juin    | Prologue des Boucles de la Mayenne                                           | France    | 2.1       | Johan Le Bon         |           |
| 2 juin    | 1re étape des Boucles de la Mayenne                                          | France    | 2.1       | Johan Le Bon         |           |
| 5 juin    | 2e étape, Critérium du Dauphiné                                              | France    | 2.UWT     | Arnaud Démare        |           |
| 21 juin   | Halle-Ingooigem                                                              | Belgique  | 1.1       | Arnaud Démare        |           |
| 22 juin   | Championnat de Suède du contre-la-montre                                     | Suède     | CN        | Tobias Ludvigsson    |           |
| 23 juin   | Contre-la-montre masculin aux championnats de Lituanie de cyclisme sur route | Lituanie  | CN        | Ignatas Konovalovas  |           |
| 25 juin   | Championnat de Lituanie sur route                                            | Lituanie  | CN        | Ignatas Konovalovas  |           |
| 25 juin   | Championnat de France sur route                                              | France    | CN        | Arnaud Démare        |           |
| 4 juill.  | 4e étape du Tour de France                                                   | France    | 2.UWT     | Arnaud Démare        |           |
| 8 août    | Prologue du Tour de l'Ain                                                    | France    | 2.1       | Johan Le Bon         |           |
| 11 août   | 3e étape du Tour de l'Ain                                                    | France    | 2.1       | David Gaudu          |           |
| 12 août   | Classement général, Tour de l'Ain                                            | France    | 2.1       | Thibaut Pinot        |           |
| 25 août   | 5e étape du Tour du Poitou-Charentes                                         | France    | 2.1       | Marc Sarreau         |           |
| 2 sept.   | Brussels Cycling Classic                                                     | Belgique  | 1.HC      | Arnaud Démare        |           |

### Résultats sur les courses majeures
Les tableaux suivants représentent les résultats de l'équipe dans les principales courses du calendrier international (les cinq classiques majeures et les trois grands tours). Pour chaque épreuve est indiqué le meilleur coureur de l'équipe, son classement ainsi que les accessits glanés par FDJ sur les courses de trois semaines.

#### Classiques
| Classique            | Milan-San Remo     | Tour des Flandres        | Paris-Roubaix      | Liège-Bastogne-Liège | Tour de Lombardie  |
| -------------------- | ------------------ | ------------------------ | ------------------ | -------------------- | ------------------ |
| Coureur (classement) | Arnaud Démare (6e) | Matthieu Ladagnous (34e) | Arnaud Démare (6e) | Rudy Molard (17e)    | Thibaut Pinot (5e) |

#### Grands tours
| Grand tour           | Tour d'Italie                      | Tour de France                     | Tour d'Espagne     |
| -------------------- | ---------------------------------- | ---------------------------------- | ------------------ |
| Coureur (classement) | Thibaut Pinot (4e)                 | Rudy Molard (36e)                  | Anthony Roux (52e) |
| Accessits            | 1 victoire d'étape (Thibaut Pinot) | 1 victoire d'étape (Arnaud Démare) |                    |

### Classement UCI
Fdj termine à la 17e et avant-dernière place du classement par équipes du World Tour avec 3616 points. Ce total est obtenu par l'addition des points de ses coureurs au classement individuel. Le coureur de l'équipe le mieux classé est Thibaut Pinot, 22e avec 1317 points.
| Rang | Coureur               | Points |
| ---- | --------------------- | ------ |
| 22   | Thibaut Pinot         | 1317   |
| 30   | Arnaud Demare         | 1128   |
| 120  | Rudy Molard           | 247    |
| 130  | Anthony Roux          | 204    |
| 166  | Sébastien Reichenbach | 124    |
| 176  | David Gaudu           | 108    |
| 196  | Odd Christian Eiking  | 90     |
| 203  | Davide Cimolai        | 83     |
| 205  | Arthur Vichot         | 82     |
| 249  | Matthieu Ladagnous    | 55     |
| 282  | Lorrenzo Manzin       | 40     |
| 287  | Ignatas Konovalovas   | 37     |
| 329  | Steve Morabito        | 24     |
| 346  | Tobias Ludvigsson     | 20     |
| 348  | Olivier Le Gac        | 19     |
| 352  | Jérémy Maison         | 16     |
| 381  | Mickael Delage        | 10     |
| 389  | Léo Vincent           | 8      |
| 426  | William Bonnet        | 2      |
| 427  | Jérémy Roy            | 2      |